# Electric Eel Shock
Electric Eel Shock（エレクトリック・イール・ショック）は1994年に結成された日本のスリーピース・ロックバンド。
活動の拠点をニューヨークとロンドンに置き<2002-2007年頃の記録。現在は日本拠点>、年間200本以上のライブを世界中で行っている。海外においてはセパルトゥラ、ハノイ・ロックス、TWISTED SISTER、BLOODHOUND GANG等、メジャーアクトのオープニングも務めており、日本よりも海外での知名度が高いという、珍しいバンドである。

## メンバー
- アキ（森本明人） - ギター、ヴォーカル
- カズト（前川和人） - ベース
- ジャイアン（伊藤知治） - ドラム

## 来歴
学生時代から、いくつかのバンドで一緒に活動していたアキとカズトは地元大阪から上京し、ポップ・ロック・バンド「Bonnie Duck!?」のメンバーとしてメジャー・デビューを果たす。が、程なくしてバンドは方向性を見失ってしまい活動休止状態に追い込まれてしまう。バンドを失ってしまった2人は、アキはプロのバスフィッシャーマン、カズトはファンク・バンドのセッション・ベーシストとして、それぞれ活動を続けた。そのバンド活動の中で知り合ったドラマーのジャイアンをアキに紹介し『Electric Eel Shock』が結成される。
1998年に最初のアルバム『Maybe... I Think We Can Beat Nirvana』をリリース。活動を本格化させ、ツアーを開始。そのライブを東芝製のテレコで録音し、CD化したライブアルバム『Live Punctured』を1998年にリリースしたとされているが、これに関し「東芝製だったかどうか今となっては定かではない。まったく、それどこ情報よー？…あ、どこかの音専誌？じゃあ、そうかもね」とメンバーが語っている等諸説あり、定かではない。
1999年に初のニューヨークツアーを敢行（「日本でやるよりも楽しそうだったから」というのが動機だったそうだ）。ニューヨークの老舗ライブハウス「CBGB」を含む数カ所でライブを行った。
2000年には『道産子アナル』のサム1と立ち上げたレーベルMICRO MUSICリリース第一弾、オムニバス「S.A.M.1」に参加。同年に東京とニューヨークでレコーディングを行った2ndアルバム『Slayers Bay Blues』をリリース。2度目のニューヨークツアーを行う。このツアーを収録したドキュメンタリービデオ「Slayer's Bay BluesTour tokyo-new york」も同じ年にリリースされている。同ツアーは大きな反響を呼び、結果的に20ヶ所にも及ぶ長丁場のツアーとなった。このツアーの反響がバンドの拠点をアメリカに移す決意をさせたようである。また、ショーケースギグやCMJミュージックマラソンに参加するなどアメリカにおいて幅広い活動を行った。
2001年にはアメリカで知り合ったバンド『THE GET-GO』とのスプリット・アルバム『E.G. Split』をリリース、共にアメリカと日本をツアーを行った。この年のリリースはこの一枚だけだが、『JITTERIN'JINN』のサポートや単独でアメリカをツアーしている。
2002年に初めてSXSWに出演。テキサスと西海岸をツアー。同年8月に5曲入りEP「ELECTRIC EEL SHOCK GO AMERICA!」リリース。10月からは半年に及ぶ長期の全米ツアーを敢行。カナダ5ヶ所を含む40ヶ所を廻る。
2003年に初のUKツアー行い、GRINSPOONの前座として2,000人の前でプレイ。その後、2度目となる全米ツアーを行う。この際にメジャーレーベル向けのショーケースギグを行い、MTVの取材を受ける。同番組は全米、ヨーロッパ等で数回、放送されている。その後、再びUKに戻り26ヶ所の全英ツアー。6月にはメタリカ、ブラー、ビョーク、アイアン・メイデン、コールドプレイらが出演した、ヨーロッパ最大のフェスティバル『Roskilde Festival』に出演。Electric Eel Shockはサードステージのヘッドライナーを務める。彼らのパフォーマンスは同フェスティバル屈指の反響を受け、これ以降ヨーロッパでの知名度が飛躍的に高まった。この後も7〜8月にヨーロッパツアー、9月に全米ツアー、11月にまたヨーロッパツアーとライブが続き、この年は200本を超えるライブを行った。
2004年に彼らの集大成的な3rdアルバム『ELCTRIC EEL SHOCK GO EUROPE!』をドイツのレーベルBitzcoreからヨーロッパでリリース。このアルバムは本来2003年にイギリスのレーベルからリリースの予定であったが、プロモーション体制等でレーベルとバンドが衝突し宙に浮いている状態であった。そこにオファーが舞い込み、イギリスより先にヨーロッパでリリースする運びとなった。この年はヨーロッパツアーが10月まで続き、そのツアー中、偶然EESのライブを見たオランダ人のプロデューサーAttie Bauw（ジューダス・プリーストやスコーピオンズのアルバムをプロデュースした事で有名）が次のアルバムのプロデュースを自ら申し出、11月から『GO EUROPE!』に続くアルバムのレコーディングを開始。12月には帰国し少年ナイフのサポートとして久しぶりに国内ツアーを行った。
2005年に4枚目のアルバム『BEAT ME』をヨーロッパ、アメリカでリリース。これまでのアルバムは日本語と英語が半々であったが、このアルバムはタイトルチューンの"BEAT ME"以外は全て英詞になった。2006年には日本でも同アルバムが ロードランナー・ジャパンからリリースされた。
2007年ついに彼らの5枚目のアルバムとなる『TRANSWORLD ULTRA ROCK』が発売される。日本盤のみのボーナス・トラックには、伝説の日本メタル・バンド、44Magnumの爆裂カバーと、イール・ショックの代表的な1曲、"Bastard"の強烈インダストリアル系リミックスが収録されている。（EES HPより引用）
2008年にはビート・クルセイダーズ監修のAC/DCトリビュート・アルバム『Thunder Tracks』で名曲「Back In Black」をカヴァー。それと同時期に、映画『デトロイト・メタル・シティ』公開記念アルバム『デトロイト・メタル・シティ トリビュート・アルバム〜生贄メタルMIX〜』に参加「。アメリカ横断ウルトラメ タル」を提供するなど、日本のシーンでも注目度急上昇中。
2009年6thアルバム「Sugoi Indeed」リリース。オランダの音楽サイトSELL“A”BAND（セラバンド）を通し世界中のファンが直接出資、制作された。アメリカや西ヨーロッパはもちろんのこと、東欧、南米、インド、バチカン市国をはじめとする約 35カ国のファンが参加した、まさにエレクトリック・イール・ショックの世界における熱い人気を証明するユーザー・オリエンテッドな作品である。「スゴイ・インディード」と名付けられた自主企画を開始。下北沢SHELTERにて、バンド結成15年目にして初のワンマンライブを行う。
2010年5月、世界10カ国でのライブをレコーディングしたライブ・アルバム「Live Around The World vol.1」をリリース（国内のみ）で行われた「Tsuru Rock2010」に参戦、メインステージのオープニングを飾る。
2012年、7年振りにSXSW2012に出演。秋には全米ツアーを敢行。40カ所以上周り、オースチン最大のフェス、Fun Fun Fun Festivalにも出演。
2014年ベーシスト、前川和人が主催するサイト「Fan-Bo（ファンボ）」にてクラウドファンディングされ制作されたカバー&ベストアルバム「EES COVERS」「THE BEST OF EES」リリース。4年振りのヨーロップツアーを成功させる。

## トリビア
- 結成当時のEESはホーンセクションを含む11人編成の大所帯であった。あまりに人数が多すぎたためライブや練習のスケジュールを立てる事が出来ず、この編成は早々に解消されている。
- ライブでは1曲目にブラック・サバスの『IRON MAN』（イントロのみ）を必ず演奏する。
- 海外でのライブでは観客と掛け合いで「E-MAIL!」と叫び、最後は「SEX, DRUGS AND E-MAIL!」とコールして閉める。日本のライブではやっていない。
- アキとカズトはブラック・サバスを始め、多くのヘヴィメタルバンドから影響を受けているが、ジャイアンはヘヴィメタルが苦手である。因に影響を受けた音楽はディスコ・ソウル。
- ライブでのジャイアンは局部にソックスのみで、あとは全裸という出で立ち（いわゆるレッチリファッション）で演奏しているが、香港で同じ格好で演奏し逮捕され裁判にかけられ罰金刑になったことがある。ちなみに罰金は250香港ドル（約3,500円）だった。
- 2009年の“SUMMER SONIC09”にて、初めての試みとなるインターネット投票“出れんの！サマソニ！？ e＋エンタメ市場《meets》×SUMMER SONIC 09”に、友人が応募したところ2106バンド中、見事“44位”にランキングされ、ファーストセレクション（一次審査）を通過、さらに書類審査、最終選考を通過した16バンド中に、イールショックが選出され、サマーソニック出演が決定した。
- ジャイアンの副業は歯科技工士であり、さらにケーキ作りの腕前はプロ並みである。
- 2009年8月23日頃、ハッカーにホームページをハッキングされている。
- ギター＆ヴォーカル“AKI”は、「プロのバスフィッシャーマン（バス釣り職人）」であり、釣りマニアの雑誌「Basser」での連載は70回目（2009年現在）を突破している。

## ディスコグラフィー

### アルバム
1. Maybe... I think We Can Beat Nirvana!?（1997年）
  - 1stアルバム。1曲目の『ロックンロールは世界を救う』は彼らの代表曲で必ずライブで演奏されている。また後にリリースされた曲の原曲らしきものも見受けられる。とにかく音が悪く（恐らくマスタリングのせい）、それが現在廃盤になっている最大の理由だと思われる。メンバーの母親達が楽器を持って演奏している写真がジャケ写として使われている。
2. Slayers Bay Blues（2000年）
  - 2ndアルバム。ガシャガシャとした音が印象的な、かなりガレージロックよりのアルバム。
3. Go Europe!（2004年）
  - これまで発表した楽曲の新録と新曲を収録したベスト的なアルバム。前二作より音質面も飛躍的に向上している。このアルバムから自主レーベルではなく各国のインディーズレーベルからのリリースとなっている。
4. BEAT ME（2005年）
  - ジューダス・プリーストやスコーピオンズ等の仕事で知られるAttie Bauwによるプロデュース。過去の作品と比べて楽曲の幅が圧倒的に広がっている。事実上の日本デビュー作。
5. TRANSWORLD ULTRA ROCK（2007年）
  - 今作もプロデューサーにグラミー賞ノミネートのアティ・バウ（Judas Priest等）が起用。冒頭からのハードロック・ナンバー"I Can't Hear You"で幕を開ける今作は思わずポップとすら感じてしまう"Big Mistake"へ、ざっくざくと切れの良いギターが鳴る"ダイスでトライ！"から口笛までもが飛び出す“アメリカ横断ウルトラロック"と、立てノリと横ノリとヘッドバングな曲がずらり。終盤には音楽史上に残る事必至の"Lovin' You"の名カバーまで！！（EES HPより引用）
6. Sugoi Indeed（2009年）
  - このアルバムは、ユーザーが一口10ドルで好きなアーティストのアルバムに出資できるというシステムを採用した「SELL A BAND」 にエレクトリックイールショックが参加した事により実現した。日本盤ではボーナス・トラックとして新録音カバー曲Loudnessや、Motly Crueを予定。また過去のアルバムの人気曲のライブバージョンを収録。

### ビデオ
1. Slayers Bay Blues Tour Video（2000年）
2. Roskilde DVD（2003年）

### その他
1. Live Puncturedライブアルバム（1997年）
  - 長らく廃盤であったが、再プレスされライブ会場等で購入可能。アキが以前に住んでいた部屋の電話番号がそのままタイトルになった曲が収録されている。
2. Shit Associated Music - Vol 1オムニバス（2000年）
3. EG Split - EES / The Get GoTHE GET-GOとのスプリットCD（2001年）
4. Strange Circus - Vol 3
5. Do The MetalUK盤シングル[（2003年）

## タイアップ
| 使用年 | 曲名         | タイアップ                                                                      |
| ------ | ------------ | ------------------------------------------------------------------------------- |
| 2015年 | Ninja Slayer | アニメ『ニンジャスレイヤー フロムアニメイシヨン』配信版 第6話エンディングテーマ |